# Iglesia de San Martín (Pereda)

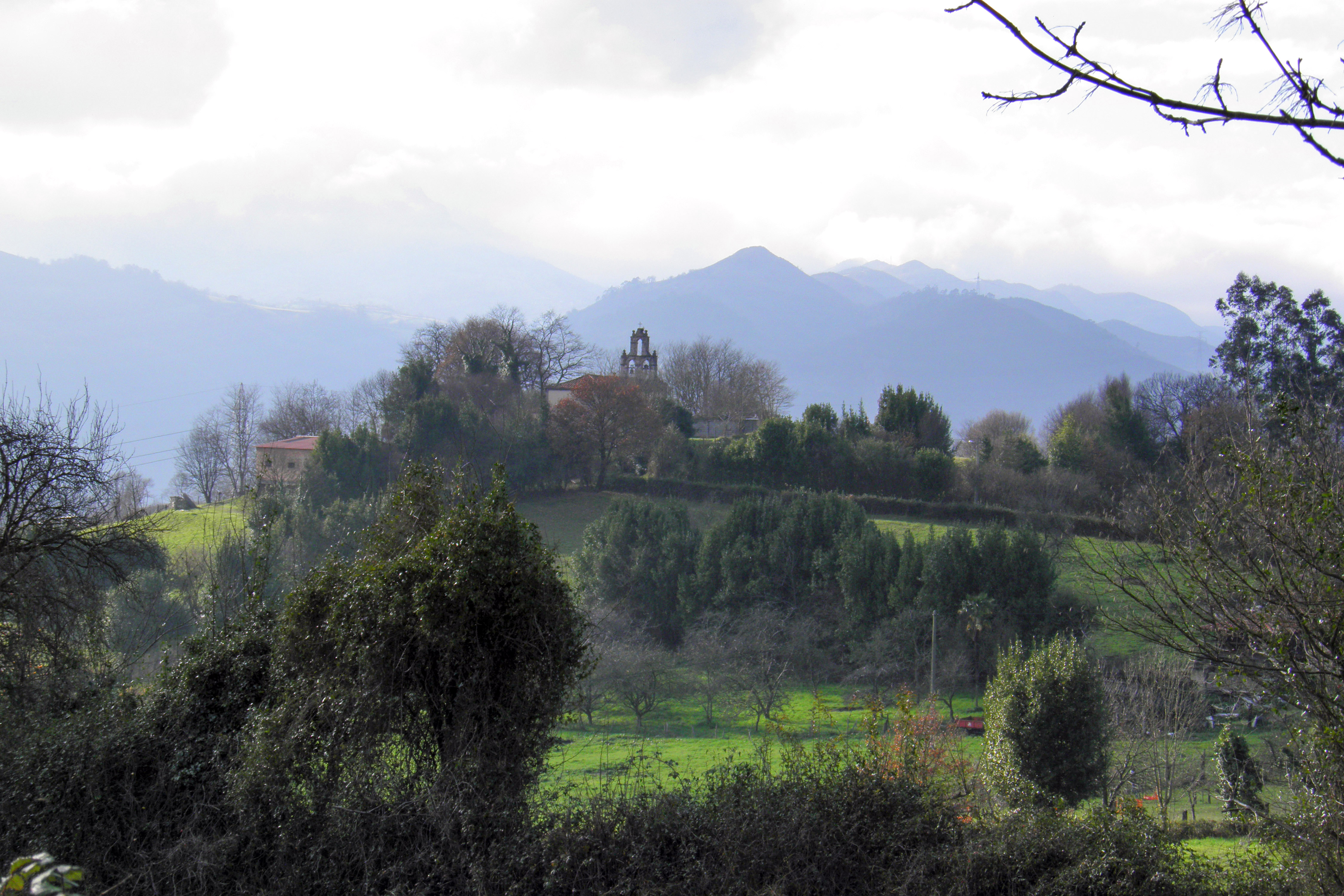
Paisaje de Pereda con su templo al fondo

La iglesia de San Martín de Pereda es un templo de origen románico situado en la parroquia de Pereda o Perera, en el municipio asturiano de Oviedo, España.

## Descripción
Se trata de una edificación del siglo XII de estilo románico, quedando como elemento visible de esta época su portada principal compuesta por tres arquivoltas apoyadas sobre capiteles de temática vegetal. Presenta una sola nave rectangular, a la que posteriormente se añadieron un pórtico atechado y una sacristía en su lado derecho. En la fachada principal, con una cantería de cuidadosa talla, destaca una voluminosa espadaña de tres ojos.  
Desde 2019 se encuentra en el Inventario del Patrimonio Cultural de Asturias, con la categoría de edificio inventariado